# Aleksandretta różowogłowa
Aleksandretta różowogłowa (Psittacula roseata) – gatunek średniej wielkości ptaka z rodziny papug wschodnich (Psittaculidae), zamieszkujący Azję Południową i Południowo-Wschodnią. Bliski zagrożenia wyginięciem.

## Taksonomia
Takson ten jako pierwszy opisał indyjski ornitolog Biswamoy Biswas w 1951 roku; wcześniej ptaki te uznawano za aleksandretty śliwogłowe (Psittacula cyanocephala). Holotyp, dorosłego samca, odłowił Edward Charles Stuart Baker w 1896 roku w miejscowości Gunjong w stanie Asam. Biswas wyróżnił dwa podgatunki: P. r. roseata i P. r. juneae, które są uznawane do tej pory.

## Zasięg występowania
Poszczególne podgatunki zamieszkują:
- P. r. roseata Biswas, 1951 – Bengal Zachodni (Indie) i Bangladesz;
- P. r. juneae Biswas, 1951 – północno-wschodnie Indie, północna Mjanma po Indochiny.

## Morfologia

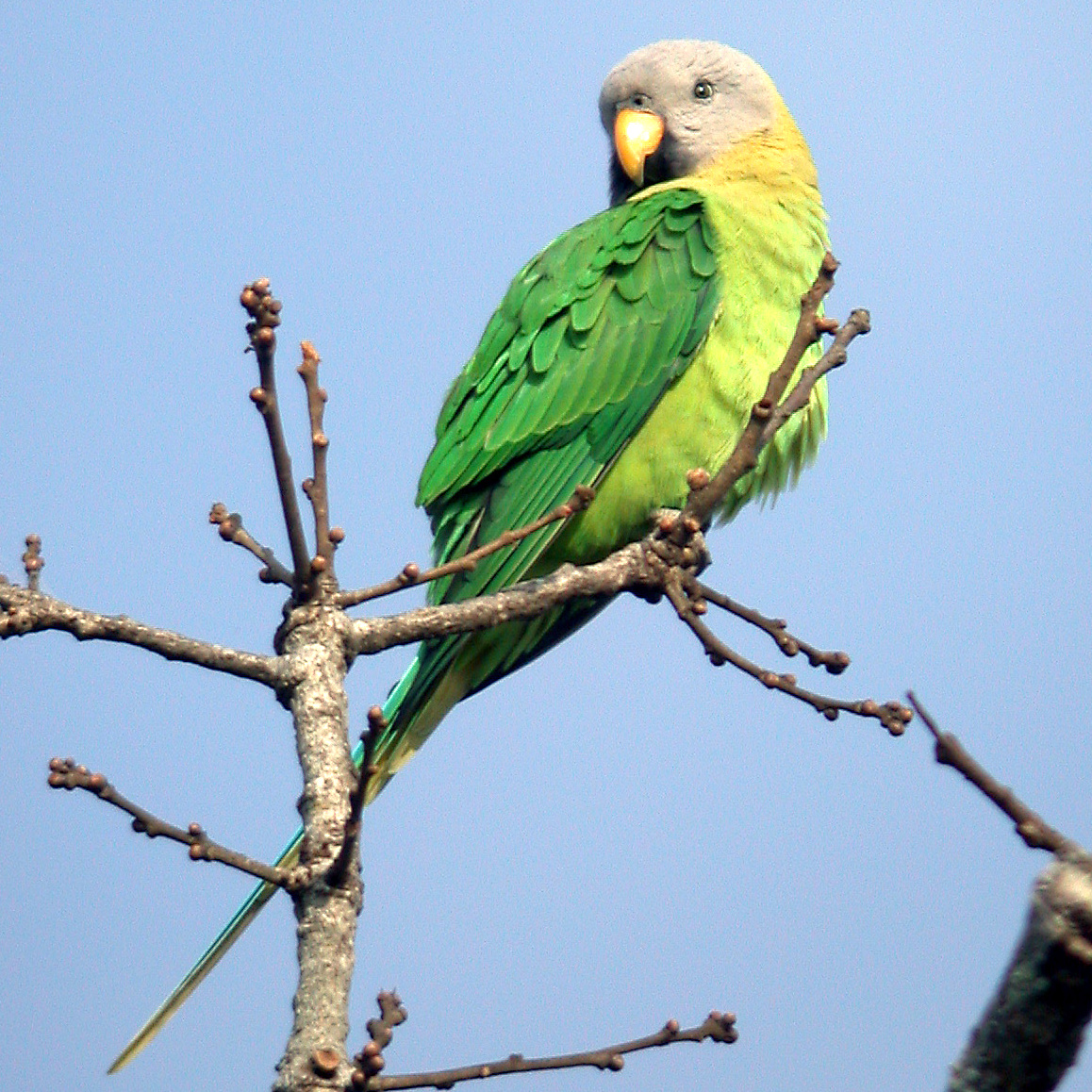
Samica aleksandretty różowogłowej

Aleksandretty różowogłowe osiągają długość ciała około 30 cm oraz ważą 85–90 g. W upierzeniu dominuje barwa zielona. Samiec ma różową głowę, z tyłu i na policzkach rozmywa się w bladoniebieski. Na szyi jest czarna obroża. Na skrzydle jest czerwona plama. Kuper i sterówki są niebieskawo-zielone. Ogon stanowi ponad połowę długości ciała i ma żółty koniec. Górna część dzioba jest żółta, a dolna – ciemna. Samica różni się bladoszarą głową, brakiem obroży na szyi oraz plamy na skrzydle i bladą żuchwą. Młode osobniki mają zieloną głowę, ich ogon jest krótszy, dziób bladożółty oraz brak czerwonej plamy na skrzydle. Samice przybierają ostateczne upierzenie w wieku 15 miesięcy, a samce – 30 miesięcy.

## Ekologia i zachowanie
Aleksandretty różowogłowe spotykane są do wysokości około 1500 m n.p.m. Zamieszkują lasy i obrzeża lasów, sawanny, polany, tereny uprawne. Prowadzą głównie osiadły tryb życia, sezonowo mogą się przemieszczać na niewielkie odległości. W skład ich diety wchodzą kwiaty, owoce, nektar, ziarno, czerwona papryka. Obserwowana jest między innymi na erytrynach zmiennych (Erythrina variegata). Żyją w małych grupach, zbierając się w większe stada w miejscach, gdzie się znajduje obfite pożywienie. Widywane są w mieszanych stadach z aleksandrettami obrożnymi, śliwogłowymi i różanymi. Noce spędzają w gęstych krzewach i drzewach.

### Lęgi
Sezon lęgowy trwa od stycznia do maja. Samica składa 4–5 białych jaj w dziupli drzewa. Wysiadywane są przez oboje rodziców przez 22–24 dni. Na podstawie danych z niewoli młode pozostają w gnieździe około 7–8 tygodni. Po opuszczeniu go wciąż są pod opieką rodziców przez kolejne 2–3 tygodnie.

## Status i zagrożenia
Międzynarodowa Unia Ochrony Przyrody (IUCN) od 2013 roku uznaje aleksandrettę różowogłową za gatunek bliski zagrożenia (NT – Near Threatened). Wcześniej, od 1988 roku miała ona status najmniejszej troski (LC – Least Concern). Trend populacji uznaje się za malejący. Zagrożenia dla tego gatunku stanowią utrata środowiska, handel dzikimi ptakami, traktowanie jako szkodniki. Wymieniona jest w II załączniku CITES.